# Tian Gang
Tian Gang (chinesisch 田剛 / 田刚, Pinyin Tián Gāng; * 24. November 1958 in Nanjing) ist ein chinesischer Mathematiker, der sich mit Differentialgeometrie und Topologie beschäftigt.

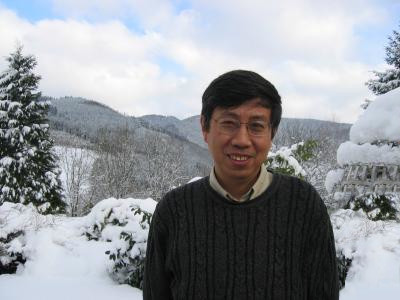
Tian Gang in Oberwolfach 2005

## Leben
Tian studierte an der Nanjing-Universität (Vordiplom 1982) und der Universität Peking, wo er 1984 sein Diplom in Mathematik erhielt. 1988 promovierte er bei Shing-Tung Yau an der Harvard University. Danach war er an der Princeton University, der State University of New York at Stony Brook und ab 1991 am Courant Institute of Mathematical Sciences of New York University. Ab 1995 war er am Massachusetts Institute of Technology (MIT). Heute ist er gleichzeitig Mathematikprofessor an der Princeton University und der Universität Peking („Cheung Kong Scholar Professor“ seit 1998). Er war unter anderem Gastprofessor am Institut des Hautes Études Scientifiques (IHES), am Institute for Advanced Study, der Stanford University (Bergmann Lecture 1994) und der Academia Sinica in Peking.
1991 bis 1993 war er Sloan Research Fellow. 1994 erhielt er den Alan-Waterman-Preis der National Science Foundation der USA und 1996 den Oswald-Veblen-Preis. 2004 wurde er Mitglied der American Academy of Arts and Sciences. 1990 war er Gastredner auf dem Internationalen Mathematikerkongress in Kyōto (Kähler-Einstein metrics on algebraic manifolds) und 2002 hielt er einen Plenarvortrag auf dem ICM in Peking (Geometry and Nonlinear Analysis). 2012/13 und 2013/14 war er im Abel-Preis-Komitee.
Zu seinen Doktoranden gehört Aaron Naber.

## Wirken
Tian beschäftigte sich zunächst in Anschluss an seinen Lehrer Yau mit der Existenz von Kähler-Einstein-Metriken auf kompakten komplexen Mannigfaltigkeiten. Das heißt der Frage nach solchen Mannigfaltigkeiten, die zugleich Kähler-Metriken zulassen als auch Einstein-Mannigfaltigkeiten sind (ihre Ricci-Krümmung ist proportional zum metrischen Tensor, wobei das Vorzeichen der Proportionalitätskonstante von der ersten Chernklasse abhängt). Beispiele sind die in der Stringtheorie wichtigen Calabi-Yau-Mannigfaltigkeiten (bei denen die erste Chernklasse verschwindet).  Die Existenz im Fall negativer erster Chernklasse wurde von Thierry Aubin 1976 bewiesen und für den Fall verschwindender Chern-Klassen folgte die Existenz aus Yaus Beweis der Calabi-Vermutung (1977). Im Fall positiver Chern-Klasse fand Yau ein Gegenbeispiel (die komplexe projektive Ebene mit Blow-Up in zwei Punkten). Die Frage der Existenz von Kähler-Einstein Metriken auf komplexen Flächen mit positiver Chern-Klasse wurde dann von Tian vollständig geklärt. Er zeigte auch die Stabilität (im Sinn der geometrischen Invariantentheorie von David Mumford) der Kähler-Einstein-Metrik in diesem Fall (was von Yau vermutet worden war). 2012 kündigte er einen Beweis der Vermutung von Simon Donaldson, Yau und Tian an, die ein Kriterium für die Existenz von Kähler-Einstein-Metriken auf kompakten Kähler-Mannigfaltigkeiten mit positiver erster Chernklasse (Fano-Mannigfaltigkeiten) formuliert. Gleichzeitig kündigten Donaldson, Xiuxiong Chen und Song Sun einen Beweis an und es kam zu einem Prioritätsstreit.
Tian fand eine explizite Formel für die Weil-Petersson-Metrik auf Modulräumen polarisierter Calabi-Yau-Mannigfaltigkeiten.
Der Name von Tian ist auch mit dem Bogomolov-Tian-Todorov-Theorem über die Glattheit (Abwesenheit von Obstruktionen) des Modulraums von Calabi-Yau-Räumen verbunden (mit Bogomolov (Vorarbeiten), Andrei Todorov, der dies ebenfalls bewies).
Er untersuchte auch die Modulräume von Kurven in der algebraischen und symplektischen Geometrie und Quantenkohomologie mit Ruan Yongbin (Deformationen des Kohomologierings symplektischer Mannigfaltigkeiten, speziell bewiesen sie die Assoziativität des Quantenkohomologie-Rings).
2006 spielte er eine wichtige Rolle in der Überprüfung der Korrektheit des Beweises der Poincaré-Vermutung durch Grigori Perelman. Mit John Morgan veröffentlichte er eine vollständige Version des Beweises (John Morgan, Tian „Ricci Flow and the Poincare Conjecture“, Clay Mathematics Institute 2007), der vorher nur von Perelman in Preprints  (und nicht mit allen notwendigen Details) veröffentlicht worden war.
2009 schlug er mit Jian Song ein analytisches Minimal Model Programm (MMP) mit Ricci-Fluss vor.

## Schriften
- Canonical metrics in Kähler Geometry. Birkhäuser, 2000
- mit John Morgan: Ricci Flow and the Poincaré Conjecture. American Mathematical Society, 2007

## Verweise
1. ↑  Gang Tian im Mathematics Genealogy Project (englisch)  abgerufen am 24. November 2024.
2. ↑  Tian: Smoothness of the universal deformation space of compact Calabi-Yau manifolds and its Petersson-Weil metric. In: Yau: Mathematical aspects of string theory. World Scientific, 1987, S. 629–646
3. ↑  Nach Todorov ursprünglich von ihm.
4. ↑  Song, Tian: The Kahler-Ricci flow through singularities. 2009, arxiv:0909.4898

| Personendaten    | Personendaten             |
| ---------------- | ------------------------- |
| NAME             | Tian, Gang                |
| ALTERNATIVNAMEN  | 田刚 (chinesisch)         |
| KURZBESCHREIBUNG | chinesischer Mathematiker |
| GEBURTSDATUM     | 24. November 1958         |
| GEBURTSORT       | Nanjing                   |